# Copa Norte (Brasil)
La Copa Norte fue un campeonato de fútbol disputado por equipos de los estados de la Región Norte de Brasil (excepto de los equipos de Tocantins, que no participaron en ninguna de las ediciones de la competición), junto a clubes de Maranhão y de Piauí. En 1997, 1998 y 1999, los campeones de la Copa Norte ganaron el derecho de participar en la extinta Copa Conmebol. Entre 2000 y 2002, los ganadores participaban en la también extinta Copa de Campeones.
La Copa Norte era organizada por la CBF y fue realizada entre los años 1997 a 2002, dejando de existir un año después debido a la alteración en el calendario del fútbol brasileño.

## Títulos por equipo
| Equipo            | Títulos | Subtítulos | Años campeón       |
| ----------------- | ------- | ---------- | ------------------ |
| São Raimundo - AM | 3       | 2          | (1999, 2000, 2001) |
| Sampaio Corrêa    | 1       | 1          | (1998)             |
| Paysandu          | 1       | 1          | (2002)             |
| Rio Branco - AC   | 1       | 0          | (1997)             |
| Remo              | 0       | 1          | -                  |
| Maranhão          | 0       | 1          | -                  |

## Títulos por estado
| Equipo   | Títulos | Subtítulos |
| -------- | ------- | ---------- |
| Amazonas | 3       | 2          |
| Pará     | 1       | 2          |
| Maranhão | 1       | 2          |
| Acre     | 1       | 0          |

## Goleadores
| Año  | Goleador                        | Club                             | Goles |
| ---- | ------------------------------- | -------------------------------- | ----- |
| 1997 | Edil                            | Remo                             | 5     |
| 1998 | Júnior                          | Sampaio Corrêa                   | 6     |
| 1999 | Fabiano Netinho e Nitinho       | Flamengo - PI São Raimundo - AM  | 4     |
| 2000 | Paulo César Robenildo           | Maranhão                         | 5     |
| 2001 | Babá Delmo Marcelo Cabeção Edil | Genus São Raimundo - AM Paysandu | 5     |
| 2002 | Lecheva                         | Paysandu                         | 9     |